# Ламбро (парк)

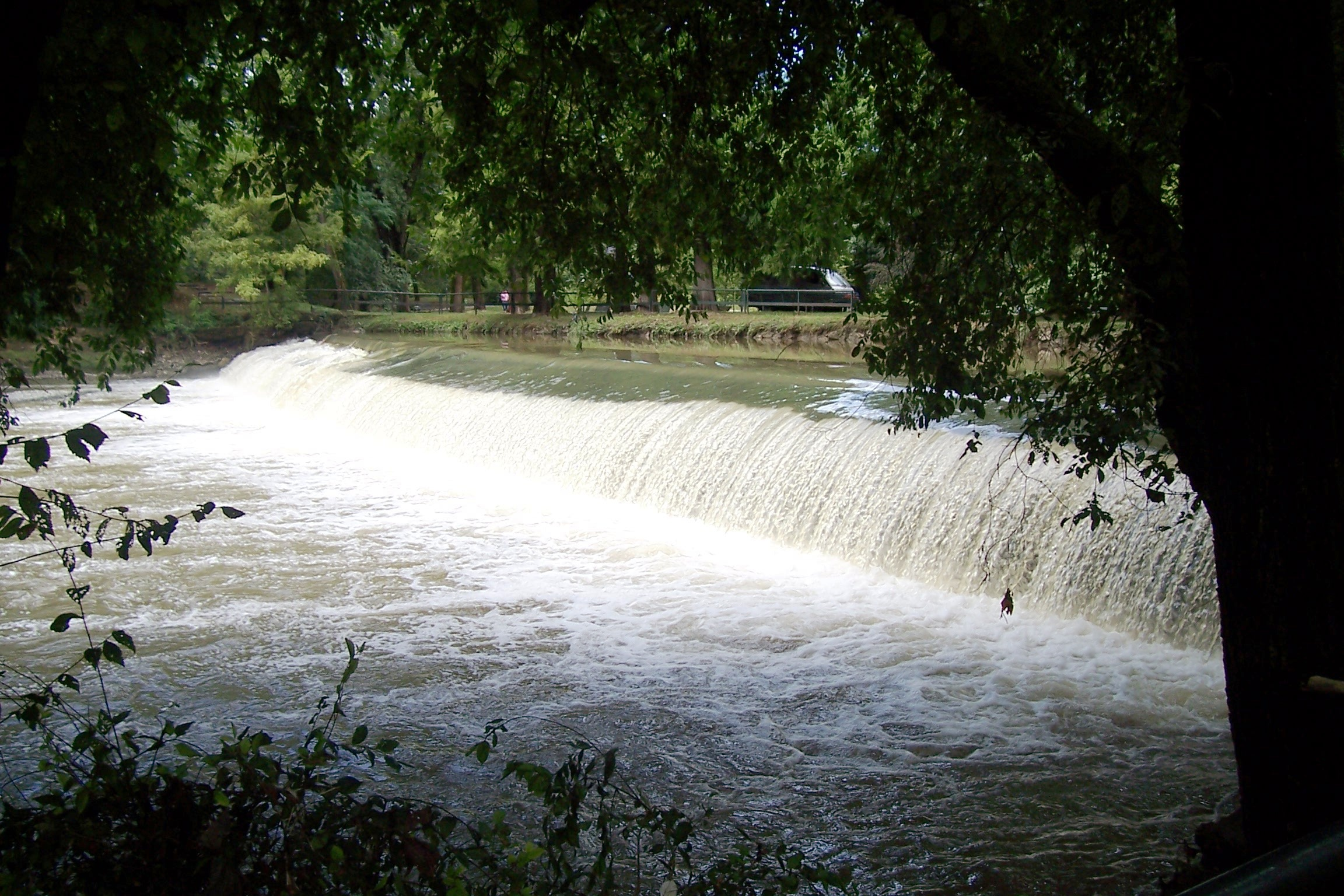
Водоспад в парку Ламбро

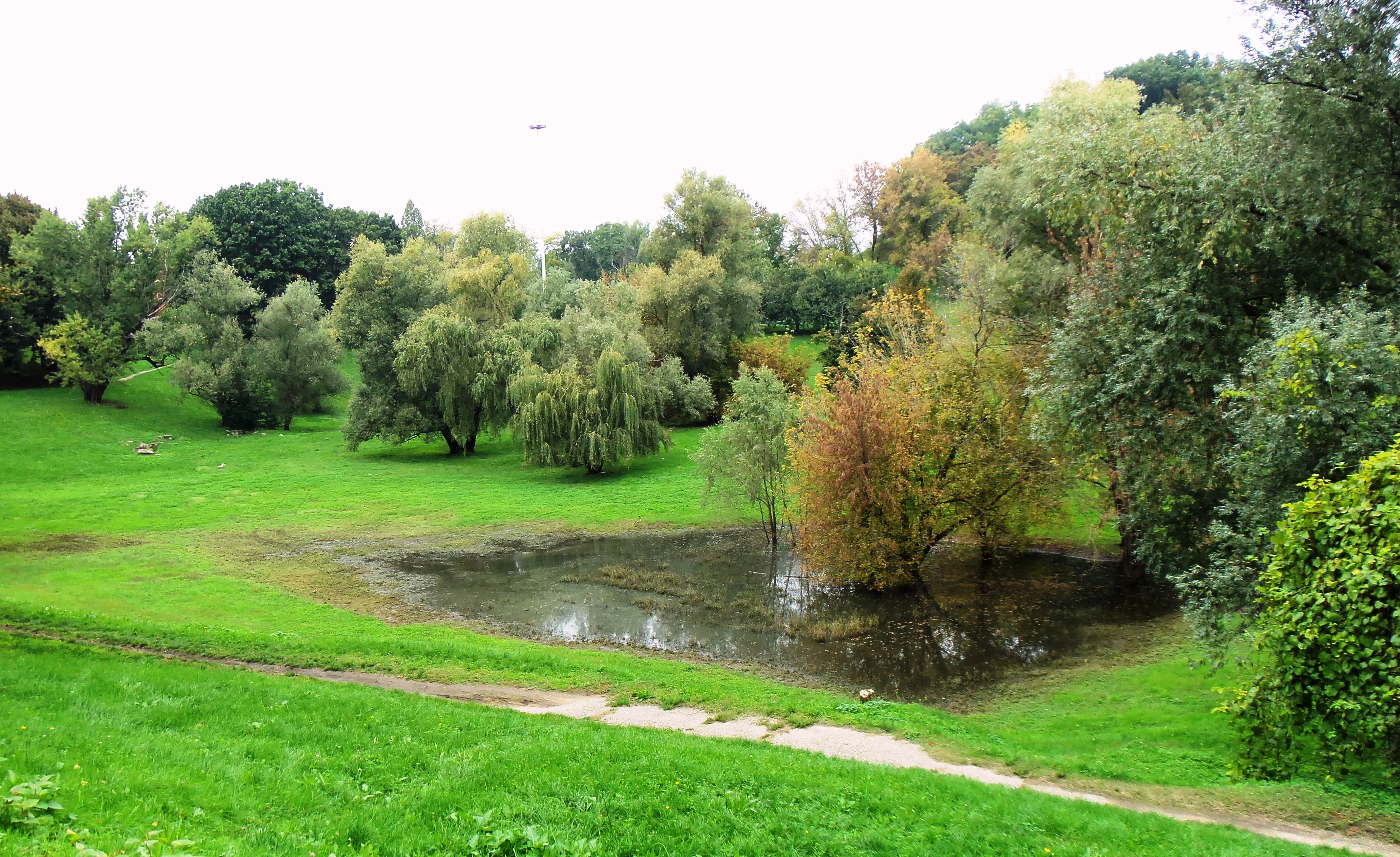
Парк Ламбро: верба біля озерця

Парк Ламбро — один з найбільших парків м. Мілан, знаходиться в північно-східній його частині, в зоні 3; межує з територією Сеґрате. Через парк протікає однойменна річка, присутні наступні види дерев: робінія, софора, тюльпан-дерево, алича, японська вишня, болотяний кипарис, бук, гінкго, кінський каштан, американський стиракс, чорний горіх, в'яз, тополя, тополя чорна, платан, дуб, липа, баґоларо і верба. Стежки парку разом мають довжину 4 км; є два дитячі майданчики, місця для пікніків та дитячих ігор, майданчик для скейтборду (в народі Lambrooklyn) і футбольні поля. На території парку є 5 кашін: San Gregorio Vecchio, Mulino Torrette, Cassinetta San Gregorio, Bibliotec і Mulino San Gregorio. Лише перша з них (на вул. Туркія) діюча, в решті будівель знаходяться офіси різноманіних організацій (екологічних, для неповносправних тощо).

## Історія
Проект Енріко Казіраґі мав на меті відтворити типовий краєвид Ломбардії: з пагорбами та долинами, з типовою рослинністю, двома невеликими озерами та річкою. На жаль, дуже мало що залишилося від оригінального парку, оскільки багато дерев було вирізано під час війни для обігріву. Річка Ламбро в сімдесятих роках зазнала значного забруднення, отримавши статус «біологічно мертвої». В цей період парк стає місцем зустічі безпритульних, наркозалежних та зацікавлених в проституції.
29 травня 1975 року і 26-30 червня 1976 року парк приймав молодіжний «пролетарський» фестиваль (Festival del Proletariato Giovanile), організований виданням «Голий король»: це була найважливіша музична та контркультурна маніфестація тогочасної Італії.
Сьогодні екологічна та соціальна ситуація в парку Ламбро змінилася, ним опікується організація Exodus.